# FGF22
FGF22 (англ. Fibroblast growth factor 22) – білок, який кодується однойменним геном, розташованим у людей на короткому плечі 19-ї хромосоми. Довжина поліпептидного ланцюга білка становить 170 амінокислот, а молекулярна маса — 19 663.
| 10         |  | 20         |  | 30         |  | 40         |  | 50         |
| ---------- |  | ---------- |  | ---------- |  | ---------- |  | ---------- |
| MRRRLWLGLA |  | WLLLARAPDA |  | AGTPSASRGP |  | RSYPHLEGDV |  | RWRRLFSSTH |
| FFLRVDPGGR |  | VQGTRWRHGQ |  | DSILEIRSVH |  | VGVVVIKAVS |  | SGFYVAMNRR |
| GRLYGSRLYT |  | VDCRFRERIE |  | ENGHNTYASQ |  | RWRRRGQPMF |  | LALDRRGGPR |
| PGGRTRRYHL |  | SAHFLPVLVS |  |            |  |            |  |            |

A: Аланін

C: Цистеїн

D: Аспарагінова кислота

E: Глутамінова кислота

F: Фенілаланін

G: Гліцин

H: Гістидин

I: Ізолейцин

K: Лізин

L: Лейцин

M: Метіонін

N: Аспарагін

P: Пролін

Q: Глутамін

R: Аргінін

S: Серин

T: Треонін

V: Валін

W: Триптофан

Кодований геном білок за функцією належить до факторів росту. 
Секретований назовні.